# Acalypha ornata
Acalypha ornata är en törelväxtart som beskrevs av Ferdinand von Hochstetter och Achille Richard. Acalypha ornata ingår i släktet akalyfor, och familjen törelväxter. Inga underarter finns listade i Catalogue of Life.